# Патрик Шеберг
Јан Никлас Патрик Шеберг (швед. Jan Niklas Patrik Sjöberg; Гетеборг, 5. јануар 1965.) некадашњи је шведски атлетичар. Он је 30. јуна 1987. оборио светски рекорд у скоку у вис прескочивши 2.42 метра.

## Каријера
Шеберг има златну медаљу са Светског првенства у Риму 1987. и три олимпијске медаље: сребрне из Лос Анђелеса 1984. и Барселоне 1992. и бронзану из Сеула 1988. године. Шеберг је победио на Светским играма у дворани 1985. Четвороструки је европски шампион у дворани и два пута је освојио титулу у соку у вис на Континенталном купу.
Његов светски рекорд од 2,42 м оборен је 15 месеци касније, када је, уочи Олимпијских игара у Сеулу, Хавијер Сотомајор прескочио 2,43 м у септембру 1988. на митингу у Шпанији. Са прескочених 2,42 м, Шеберг је данас европски су-рекордер у скоку увис на отвореном са Богданом Бондаренком из Украјине. Карло Тренхард је такође прескочио 2,42 м, али у дворани.

## Приватно
У својој аутобиографији из 2011. Шеберг је открио да га је као дете сексуално злостављао његов тренер Виљо Ноусиаинен. Шеберг је суоснивач веб-сајта Dumpen.se који разоткрива педофиле и расправља о питањима која се односе на сексуално злостављање деце.

## Међународна такмичења
| Представљајући Шведску | Представљајући Шведску        | Представљајући Шведску    | Представљајући Шведску | Представљајући Шведску |
| Година                 | Такмичење                     | Место                     | Пласман                | Резултат               |
| ---------------------- | ----------------------------- | ------------------------- | ---------------------- | ---------------------- |
| 1981                   | Европско првенство за јуниоре | Утрехт, Холандија         | 8.                     | 2.16 м                 |
| 1982                   | Европско првенство у дворани  | Милано, Италија           | 10.                    | 2.22 м                 |
| 1983                   | Европско првенство у дворани  | Будимпешта, Мађарска      | –                      | Без пласмана           |
| 1983                   | Европско првенство за јуниоре | Швехат, Аустрија          | 3.                     | 2.21 м                 |
| 1983                   | Светско првенство             | Хелсинки, Финска          | 11.                    | 2.23 м                 |
| 1984                   | Европско првенство у дворани  | Гетеборг, Шведска         | 7.                     | 2.24 м                 |
| 1984                   | Олимпијске игре               | Лос Анђелес, САД          | 2.                     | 2.33 м                 |
| 1985                   | Светске игре у дворани        | Париз, Француска          | 1.                     | 2.32 м                 |
| 1985                   | Европско првенство у дворани  | Атина, Грчка              | 1.                     | 2.35 м                 |
| 1985                   | Континентални куп             | Канбера, Аустралија       | 1.                     | 2.31 м                 |
| 1986                   | Европско првенство у дворани  | Мадрид, Шпанија           | 6.                     | 2.24 м                 |
| 1986                   | Европско првенство            | Штутгарт, Западна Немачка | 6.                     | 2.25 м                 |
| 1987                   | Европско првенство у дворани  | Лијевен, Француска        | 1.                     | 2.38 м                 |
| 1987                   | Светско првенство у дворани   | Индијанаполис, САД        | Финале                 | Без пласмана           |
| 1987                   | Светско првенство             | Рим, Италија              | 1.                     | 2.38 м                 |
| 1988                   | Европско првенство у дворани  | Будимпешта, Мађарска      | 1.                     | 2.39 м                 |
| 1988                   | Олимпијске игре               | Сеул, Јужна Кореја        | 3.                     | 2.36 м                 |
| 1989                   | Светско првенство у дворани   | Будимпешта, Мађарска      | 3.                     | 2.35 м                 |
| 1989                   | Континентални куп             | Барселона, Шпанија        | 1.                     | 2.34 м                 |
| 1991                   | Светско првенство у дворани   | Севиља, Шпанија           | 13.                    | 2.24 м                 |
| 1991                   | Светско првенство             | Токио, Јапан              | 7.                     | 2.31 м                 |
| 1992                   | Европско првенство у дворани  | Ђенова, Италија           | 1.                     | 2.38 м                 |
| 1992                   | Олимпијске игре               | Барселона, Шпанија        | 2.                     | 2.34 м                 |
| 1993                   | Светско првенство у дворани   | Торонто, Канада           | 2.                     | 2.39 м                 |
| 1995                   | Светско првенство             | Гетеборг, Шведска         | 6.                     | 2.32 м                 |

## Аутор књига
- Sjöberg, Patrik; Sjöberg, Birgitta (1994). (Att leva på hoppet) Живети од наде (на језику: шведски). Sportförlaget. ISBN 978-9188540485.
- Sjöberg, Patrik; Lutteman, Markus (2011). (Det du inte såg) Оно што нисте видели (на језику: шведски). Norstedts Förlag. ISBN 978-9113034300.